# Klaudiusz Ševković
Klaudiusz Mirosław Ševković (ur. 26 września 1970 w Świętochłowicach) – polski kucharz, działacz sportowy, samorządowiec, uczestnik reality show Big Brother, prezenter programów telewizyjnych.

## Życiorys

### Kariera telewizyjna
W 2001 roku wziął udział w pierwszej polskiej edycji reality show Big Brother. Na fali popularności po zakończeniu programu zagrał w filmie z udziałem uczestników Big Brothera: Gulczas, a jak myślisz... (2001) Jerzego Gruzy, a także miał własny program kulinarny Wielka niespodzianka Klaudiusza emitowany w TVN, a także w latach 2001–2004 prowadził audycje reklamowe w Telezakupach Mango. W 2004 roku wziął udział w programie Bar 4 – Złoto dla Zuchwałych. W telewizji Silesia prowadził program Klaudiusz & Cooking.

### Kariera polityczna
Należał do Partii Ludowo-Demokratycznej. W 2004 był kandydatem komitetu KPEiR-PLD do Parlamentu Europejskiego w okręgu wyborczym obejmującym obszar województw podlaskiego i warmińsko-mazurskiego (koalicja ta nie uzyskała mandatów). W 2006 roku został radnym miasta Chorzów z listy KWW Koalicja Wspólny Chorzów. W 2010 roku z ramienia tego samego komitetu uzyskał reelekcję. W marcu 2011 opuścił Wspólny Chorzów, a w 2014 roku ponownie został wybrany do rady miejskiej z listy Platformy Obywatelskiej. W 2018 odnowił mandat, startując z listy Koalicji Obywatelskiej. W 2024 nie uzyskał reelekcji.

### Inne przedsięwzięcia
Jest autorem dwóch książek: Sękocin od kuchni (2001) oraz Smak sukcesu (2006).
Od 2003 roku jest prezesem żeńskiego klubu sportowego KPR Ruch Chorzów. W 2007 został menedżerem polskiej reprezentacji kobiet w piłce ręcznej.
Wydał album muzyczny pt. Optymista, a także singel „To co najważniejsze”. Został prezesem piłkarek ręcznych Superligi i redaktorem naczelnym magazynu Silesia Business & Life.

## Życie prywatne
Był żonaty z Angielką Caroline, z którą ma dwoje dzieci: córkę Vanessę (ur. 1997) i syna Claudio-Tigera (ur. 1999).
Jego dziadek był Serbem.